# 甜蜜蜜 (鄧麗君歌曲)
《甜蜜蜜》，華語經典歌曲。原曲取自印尼萬丹省民謠《Dayung Sampan》（划舢舨），由莊奴填詞，鄧麗君原主唱，於1979年發行。《甜蜜蜜》亦有粵語版本，歌名為《結識你那一天》，也是鄧麗君演唱。《甜蜜蜜》不但是鄧麗君個人的重要代表作之一，它亦是華人世界中家喻戶曉的經典歌曲。

## 收錄專輯
1970年代初，鄧麗君被日本寶麗多唱片發掘轉往日本發展，1973年她與日本寶麗多唱片簽約；她在日本發展期間亦沒放棄國內的唱片事業，她在1975年另與香港寶麗金簽約。《甜蜜蜜》在1979年發行，當時寶麗金唱片在台灣尚無分公司，因此寶麗金唱片旗下專輯先後由合作廠商歌林唱片和金聲唱片代理發行。在台灣部分，《甜蜜蜜》收錄於鄧麗君專輯《難忘的一天》當中，1979年9月20日由歌林唱片發行。在香港部分，《甜蜜蜜》收錄於鄧麗君同名專輯《甜蜜蜜》當中，1979年11月5日由香港寶麗金發行。
1979年2月14日，鄧麗君在日本爆發假護照事件，她被日本驅逐出境並限定一年內不得入境，這時她也無法回到台灣，因為當時台灣仍屬戒嚴時期，被日本驅逐出境的鄧麗君若要入境台灣，勢必面對為何持印尼護照而不持中華民國護照入境的司法審問。在台灣戒嚴的年代，要出國是件大事，持有他國的護照更是一件嚴重的大事。因此鄧麗君先折返香港，最後她決定這段時間暫先持美國入境簽證赴美求學。鄧麗君赴美求學時期，她仍需履行之前的表演合約和唱片合約，因此她在1979年所發行的音樂作品大部分是在美國錄製完成的。
1980年12月，鄧麗君在香港寶麗多唱片發行個人首張粵語大碟《勢不兩立》；在這張專輯當中收錄了《甜蜜蜜》的粵語版本，香港寶麗多唱片特地邀請香港詞壇大師盧國沾為這首歌填詞，歌名另取為《結識你那一天》。

## 歌曲簡介
《甜蜜蜜》歌詞出自台灣詞壇泰斗莊奴筆下。當時唱片公司將曲子交至莊奴手上，莊奴詢問這首歌是要寫給誰的；當他得知是要寫給鄧麗君之後，他根據對鄧麗君甜美的印象，五分鐘即完成歌詞。
鄧麗君在推出《甜蜜蜜》之前，早已發行過許多膾炙人口的好歌，如1972年的《南海姑娘》和《千言萬語》、1973年的《路邊的野花不要採》、1977年的《月亮代表我的心》和1978年的《又見炊煙》等。1979年除了《甜蜜蜜》之外，她還推出了《小城故事》等歌曲。這些歌曲不但紅極一時，日後也成為華語樂壇上的不朽經典。
2014年2月22日，莊奴說，《甜蜜蜜》遇上鄧麗君，《冬天裡的一把火》遇上高凌風，只有好歌手才会让歌曲红起来。
2015年是鄧麗君逝世20週年，央視春晚在製作鄧麗君特輯時，製作團隊特地飛至重慶專訪94歲的莊奴與85歲的古月。當記者問起莊奴關於鄧麗君之事時，莊奴表示，他和鄧麗君只有一面之緣，那時候鄧麗君剛在參加歌唱比賽還未出道，而莊奴正是那場比賽的評審。莊奴還告訴記者，他不知道後來鄧麗君會紅成這樣子；鄧麗君走紅之後，雖然他們從未再見過面，但是他和鄧麗君有書信的往來，已是巨星的鄧麗君卻沒有任何架子，謙虛依舊而且非常尊重他。對於鄧麗君的英年早逝，莊奴心中相當不捨。

## 同名電影
1995年，鄧麗君猝逝於泰國清邁。1996年，香港導演陳可辛以鄧麗君為發想拍攝電影《甜蜜蜜》，旨在表達一代中國人對四處飄蕩無根無家的現實無奈，片中男女主角由黎明和張曼玉飾演，結果叫好又叫座；黎明為此片重新翻唱〈甜蜜蜜〉，並收錄在他1996年發行的粵語專輯《Perhaps...》和1997年發行的國語專輯《口不對心》當中。此片最終獲得兩項金馬獎、九項香港電影金像獎以及兩項亞太影展大獎，在華語影史留下重要一筆。

## 戲劇出現鄧麗君原版甜蜜蜜歌曲
韓國知名情境家庭喜劇[順風婦產科]第306集中，權五中迷上鄧麗君[甜蜜蜜]歌曲，並隨著鄧麗君原版錄音帶以韓文注音標註學習跟唱，最後許英蘭護士知悉此事也跑去唱片行購買學習，為了能更接近權五中。